# محمد بن الفضل البلخي
أبو عبد الله محمد بن الفضل بن عباس بن حفص البلخي أحد علماء أهل السنة والجماعة ومن أعلام التصوف السني في القرن الرابع الهجري أصله من بلخ وسكن سمرقند وبها توفي سنة 319 هـ، وصفه أبو عبد الرحمن السلمي بأنه «من أجلّة مشايخ خراسان»، وكان أبو عثمان الحيري يحبّه ويقول عنه «لو وجدت في نفسي قوة لرحلت إلى أخي محمد بن الفضيل فأستروح سري برؤيته.. هو سِمْسار الرجال». صحب أحمد بن خضرويه و أسند الحديث وكان إليه المنتهى في الوعظ والتذكير في سمرقند.
طرد من بلخ لأنه كان يجري آيات الصفات على ظاهرها بلا تأويل، والعلوم عنده ثلاثة: علم بالله وعلم من الله وعلم مع الله، فالأول معرفة صفات الله والثاني علم الظاهر والباطن والحلال والحرام، والثالث علم الخوف والرجاء والمحبة والشوق. روی له السلمي في طبقات الصوفية والطوسي في اللمع.

## من أقواله
- من استوى عنده ما دون الله نال المعرفة بالله.[1]
- علامة الشقاوة ثلاثة أشياء: يرزق العلم ويحرم العمل، ويرزق العمل ويحرم الإخلاص، ويرزق صحبة الصالحين ولا يحترم لهم.[2]